# العلاقات الجيبوتية الكونغوية
العلاقات الكونغولية الجيبوتية هي العلاقات الثنائية التي تجمع بين جمهورية الكونغو وجيبوتي.

## مقارنة بين البلدين
هذه مقارنة عامة ومرجعية للدولتين:
| وجه المقارنة                                              | [[تصنيف:صفحات تستخدم رمز علم غير موجود\|]] جمهورية الكونغو | جيبوتي                    |
| --------------------------------------------------------- | ---------------------------------------------------------- | ------------------------- |
| المساحة (كم2)                                             | 342.00 ألف                                                 | 23.20 ألف                 |
| عدد السكان (نسمة)                                         | 5.26 مليون                                                 | 956.99 ألف                |
| الكثافة السكانية (ن./كم²)                                 | 15.38                                                      | 41.25                     |
| العاصمة                                                   | برازافيل                                                   | جيبوتي                    |
| اللغة الرسمية                                             | لغة فرنسية                                                 | لغة فرنسية، اللغة العربية |
| العملة                                                    | فرنك وسط أفريقي                                            | فرنك جيبوتي               |
| الناتج المحلي الإجمالي (بليون دولار)                      | 8.72 مليار                                                 | 1.84 مليار                |
| الناتج المحلي الإجمالي (تعادل القوة الشرائية) بليون دولار | 29.48 مليار                                                | 3.10 مليار                |
| الناتج المحلي الإجمالي الاسمي للفرد دولار أمريكي          | 1.85 ألف                                                   | 1.95 ألف                  |
| الناتج المحلي الإجمالي للفرد دولار أمريكي                 |                                                            | 3.27 ألف                  |
| مؤشر التنمية البشرية                                      | 0.591                                                      | 0.470                     |
| رمز المكالمات الدولي                                      | +242                                                       | +253                      |
| رمز الإنترنت                                              | .cg                                                        | .dj                       |
| المنطقة الزمنية                                           | ت ع م+01:00                                                | ت ع م+03:00               |

## منظمات دولية مشتركة
يشترك البلدان في عضوية مجموعة من المنظمات الدولية، منها:
| علم المنظمة | اسم المنظمة                                 | تاريخ انضمام جمهورية الكونغو | تاريخ انضمام جيبوتي |
| ----------- | ------------------------------------------- | ---------------------------- | ------------------- |
|             | البنك الدولي للإنشاء والتعمير               | 10 يوليو 1963                | 1 أكتوبر 1980       |
|             | يونسكو                                      | 24 أكتوبر 1960               | 31 أغسطس 1989       |
|             | أفريستات ‏                                   | 21 سبتمبر 1993               | 2010                |
|             | منظمة التجارة العالمية                      | ?                            | ?                   |
|             | وكالة ضمان الاستثمار متعدد الأطراف          | 16 أكتوبر 1991               | 12 يناير 2007       |
|             | البنك الإفريقي للتنمية                      | ?                            | ?                   |
|             | منظمة الشرطة الجنائية الدولية               | ?                            | ?                   |
|             | مؤسسة التمويل الدولية                       | 1 أكتوبر 1980                | 1 أكتوبر 1980       |
|             | الأمم المتحدة                               | 20 سبتمبر 1960               | 20 سبتمبر 1977      |
|             | الاتحاد الأفريقي                            | ?                            | ?                   |
|             | مجموعة دول أفريقيا والكاريبي والمحيط الهادئ | ?                            | ?                   |
|             | مؤسسة التنمية الدولية                       | 8 نوفمبر 1963                | 1 أكتوبر 1980       |
|             | منظمة حظر الأسلحة الكيميائية                | ?                            | ?                   |